# 2011年联合国气候变化大会
2011年联合国气候变化大会又稱《南非德班會議》，于2011年11月28日至12月11日在南非港口城市德班举行，是《联合国气候变化纲要公约》缔约方第17次会议（COP17），也是《京都议定书》签字国第七次会议（CMP7）。
會議達成一項具有法律約束力的協議，對象包含所有國家，2015年起進行籌備、預計2020年生效。此外，會議進一步啟動綠色氣候基金（GCF），建立管理框架，每年提出1000億美元協助貧窮國家適應氣候變遷。